# Кременчугский мясокомбинат
Кременчугский мясокомбинат (укр. Кременчуцький м'ясокомбінат) — мясоперерабатывающее предприятие, расположенное в городе Кременчуг (Полтавская область, Украина). Выпускает продукцию под торговой маркой «Кременчукм’ясо». Входит в финансово-промышленную группу «Финансы и кредит».

## История
В 1913 году в Кременчуге братьями Зейпт была открыта частная колбасная фабрика. В центре города, на перекрёстке Екатерининской и Херсонской улиц (ныне — Соборная и Лейтенанта Покладова), был открыт фирменный магазин. 

Беконная фабрика объединения «Добробут»

В 1925 году было принято решение о строительстве Кременчугской беконной фабрики. Строительство велось на территории бывшего Варшавского снарядного завода, эвакуированного в Кременчуг во время Первой мировой войны. Открытие фабрики состоялось в апреле 1927 года. Фабрика вошла во Всеукраинское кооперативное товарищество животноводства и молочного дела «Добробут». На строительство советским правительством был потрачен миллион рублей. Большая часть производственных процессов была автоматизирована. Продукция продавалась локально, а также поставлялась в Ленинград, Москву и на экспорт. В течение 1931—1934 годов фабрика была реконструирована и преобразована в мясокомбинат.

Во время Великой Отечественной войны в ходе боевых действий и во время немецкой оккупации города комбинат был разрушен. Уже в 1945 году началось его восстановление, первая продукция была выпущена в 1946 году. Одновременно с восстановлением проходила реконструкция предприятия. В 1954 году на территории предприятия был установлен мемориал, посвящённый работникам, погибшим в годы войны. В 1982 году мемориал был включён в список объектов культурного наследия города (см. Памятники Кременчугским воинам-работникам).

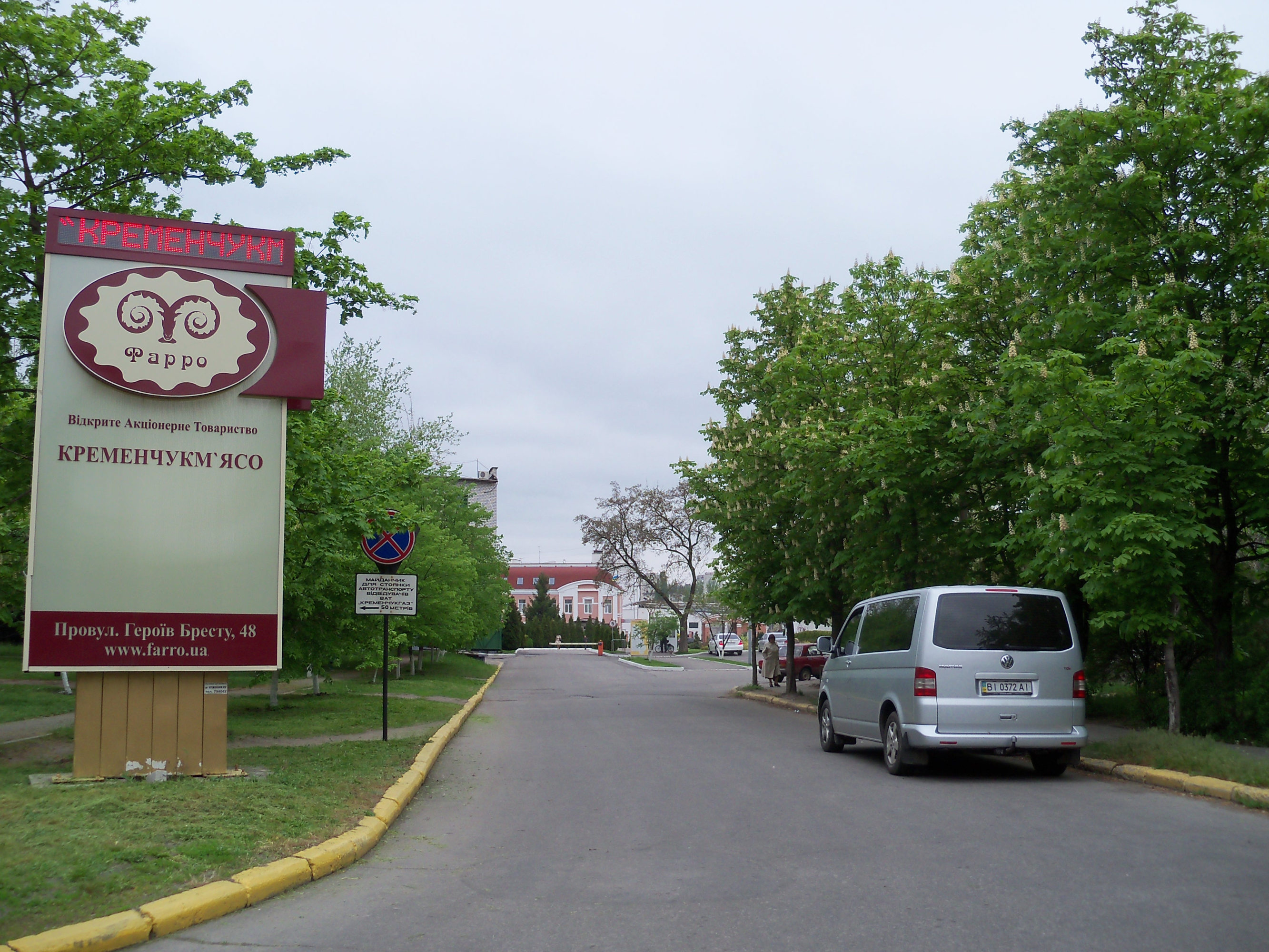
Проходная предприятия

После провозглашения независимости Украины, в 1994 году государственное предприятие было преобразовано в ОАО «Кременчугский мясокомбинат», с 14 июля 1998 года — ОАО «Кременчугмясо». В 2007 году комбинат произвёл 7849 тонн мясопродуктов и 10899 тонн колбасных изделий. По состоянию на начало 2010 года, мясокомбинат входил в перечень ведущих промышленных предприятий города.

## Спонсорство
Предприятие является спонсоров футбольных клубов «Кремень» и «Ворскла».